# Sezemín
Sezemín je osada, část města Poběžovice v okrese Domažlice v Plzeňském kraji. Nachází se asi pět kilometrů západně od Poběžovic. Sezemín je také název katastrálního území o rozloze 1,46 km².

## Historie
První písemná zmínka o vesnici pochází z roku 1586.

## Obyvatelstvo
| Rok            | 1869 | 1880 | 1890 | 1900 | 1910 | 1921 | 1930 | 1950 | 1961 | 1970 | 1980 | 1991 | 2001 | 2011 | 2021 |
| -------------- | ---- | ---- | ---- | ---- | ---- | ---- | ---- | ---- | ---- | ---- | ---- | ---- | ---- | ---- | ---- |
| Počet obyvatel | 100  | 87   | 90   | 103  | 138  | 119  | 100  | 27   | 24   | 13   | 8    | 2    | 4    | 2    | 6    |
| Počet domů     | 13   | 14   | 14   | 16   | 18   | 19   | 21   | 19   | 7    | 3    | 2    | 2    | 2    | 2    | 3    |

## Obecní správa
Při sčítání lidu v letech 1850–1920 Sezemín byl osadou obce Šidlákov v okrese Domažlice. V letech 1921–1959 byl částí obce Hora Svatého Václava v okrese Domažlice. V letech 1960–1985 byl částí obce Drahotín v okrese Domažlice. Od 1. července 1985 jsou částí města Poběžovice v okrese Domažlice. Poté se Hora Svatého Václava opět osamostatnila, ale Sezemín již zůstal součástí Poběžovic.

## Další fotografie

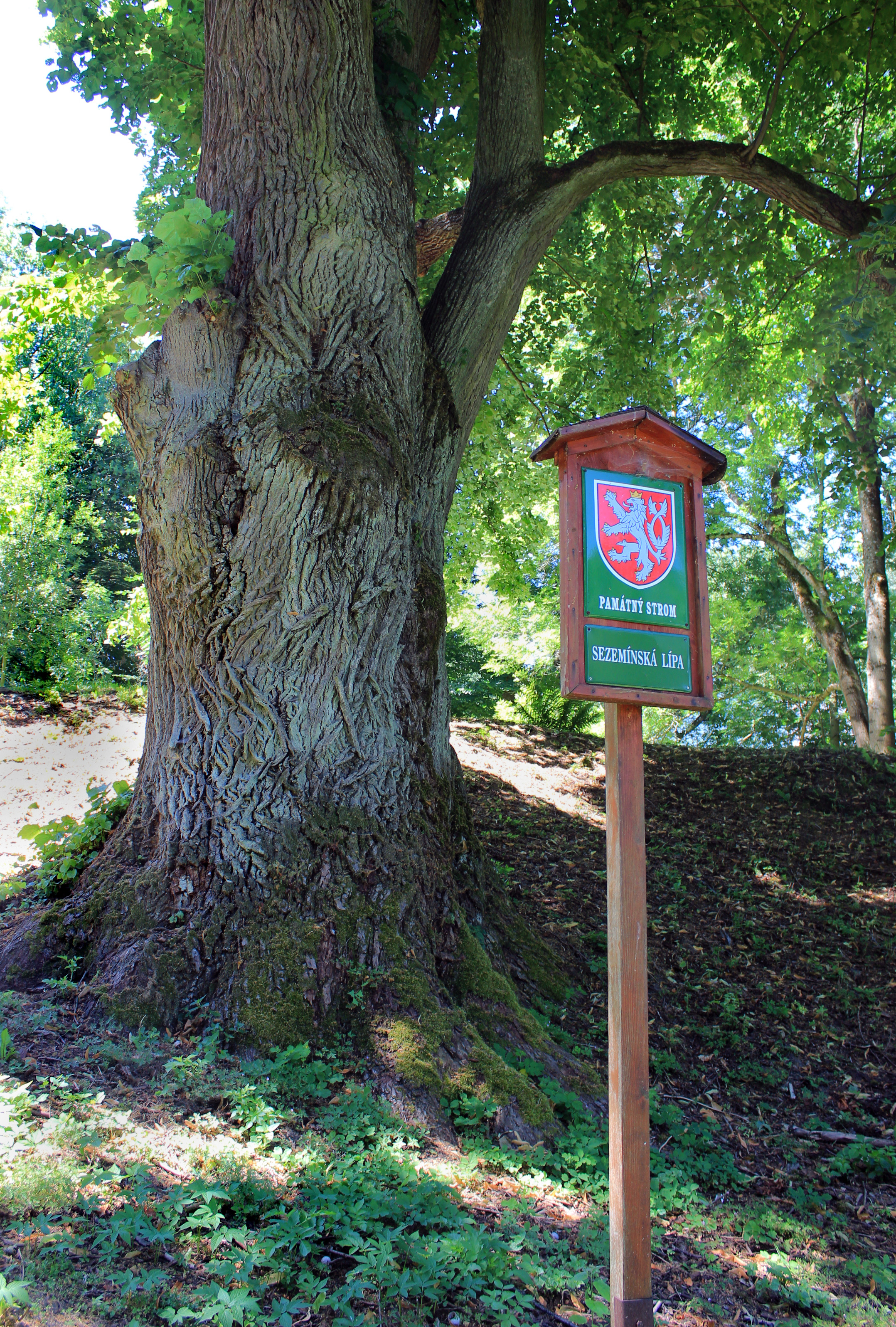
Památná Sezemínská lípa
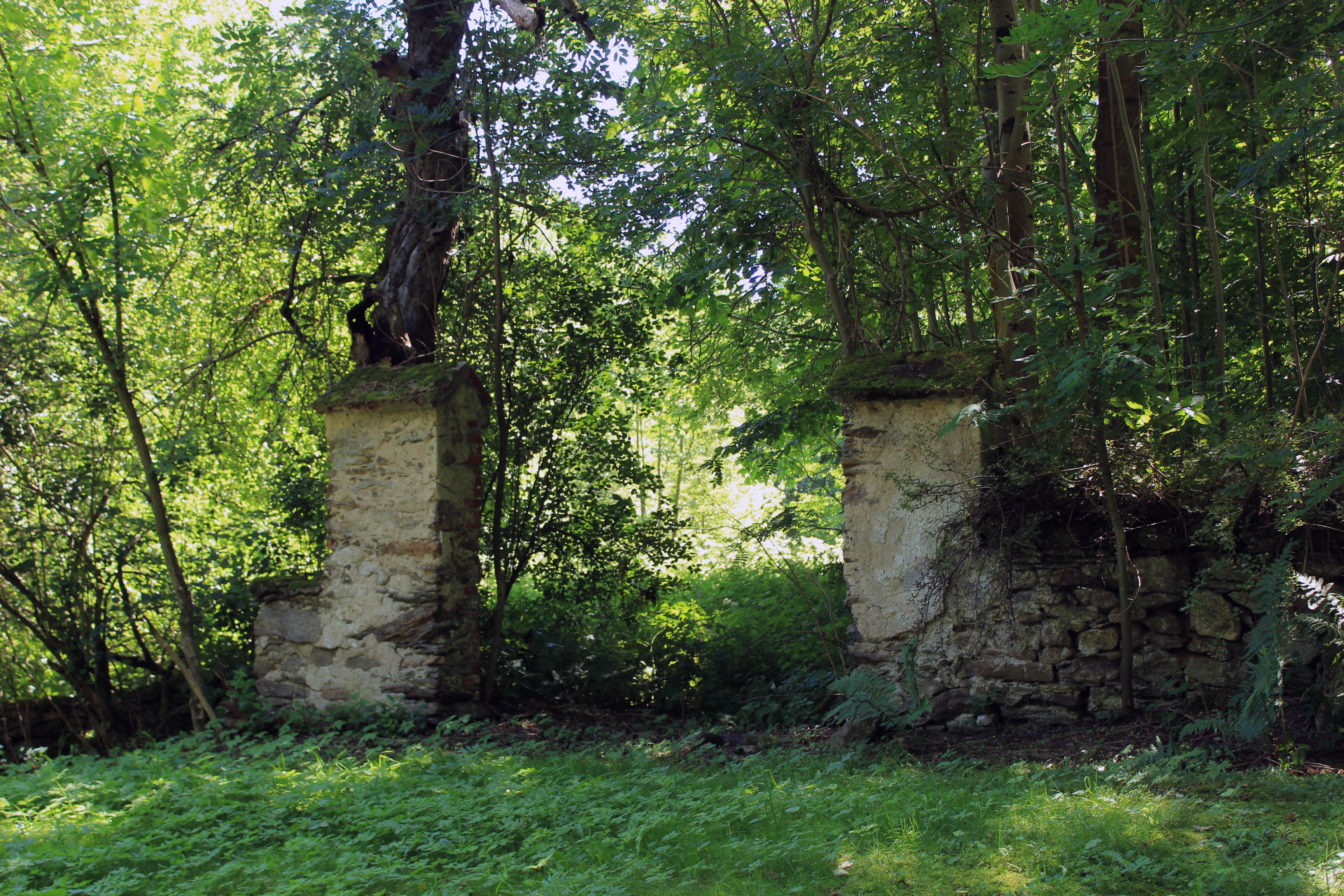
Zbořená brána
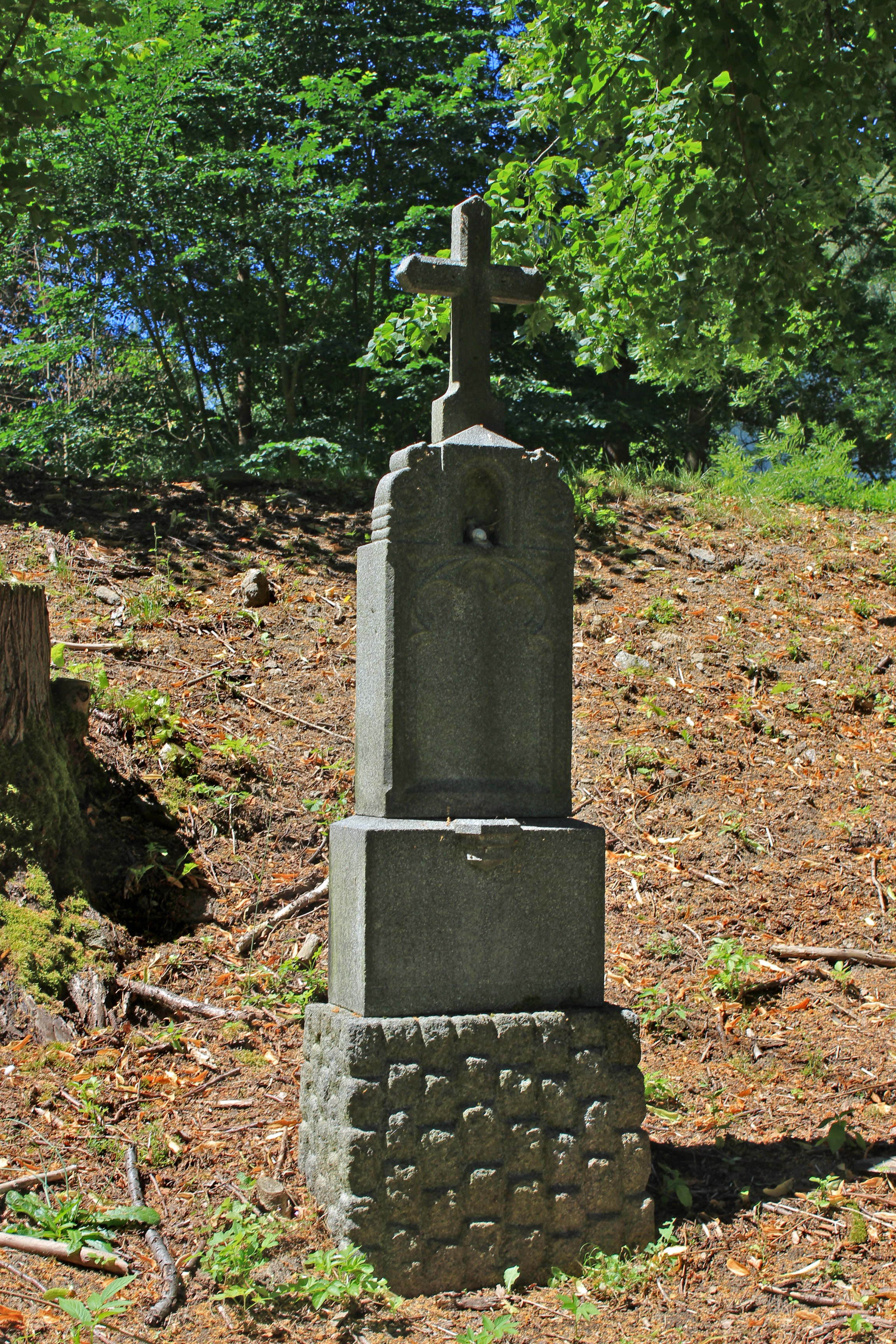
Křížek u lípy